# Presse de diffamation au Maroc
La presse de diffamation ou les médias de diffamation est un phénomène journalistique au Maroc, où des sites et journaux liées aux services de sécurité (DGST/DGED) ou « proches du palais royal » jouent un rôle-clé dans les campagnes salissant la réputation de toute voix critique dans le pays, à travers des informations relevant d’affaires de mœurs, réelles ou fictives,,.
Le principal objectif recherché par les renseignements est l'humiliation. Les publications sont aussi connues pour leur capacité à annoncer les arrestations imminentes de militants ou journalistes avant même leur communication officielle. Les articles publiés par la presse de diffamation contiennent souvent des insultes vulgaires ou des informations intimes.
Ils divulguent par exemple des documents bancaires ou fonciers, des captures d’écran de messages électroniques privés, des allégations sur des relations sexuelles (ou des menaces de les exposer), l’identité de colocataires et des détails biographiques remontant parfois jusqu’à l’enfance, ainsi que des informations sur les parents des personnes ciblées.
Plusieurs supports médiatiques sont considérés comme faisant partie de ce genre de presse, notamment : Kifache TV, Barlamane, Le 360, Chouf TV, Al Ahdath Al Maghribia, et Cawalisse.

## Exemples d'affaires

### Affaire Omar Radi
Entre le 7 juin et le 15 septembre 2020, Human Rights Watch a décompté plus de 136 articles attaquant le journaliste marocain Omar Radi, sa famille et ses défenseurs sur les sites marocains Chouf TV, Barlamane et Le360, dans leurs versions arabes et françaises.

### Affaire Karima Nadir
Karima Nadir est une défenseuse des droits humains marocaine ; elle est membre du Collectif 490, un mouvement féministe qui œuvre pour abolir les réglementations sexistes dans le système juridique marocain.
En novembre 2020, Karima Nadir était la cible d'une campagne de diffamation sexiste qui se concentrait principalement sur son statut de mère célibataire dans le but de la stigmatiser.
En particulier, Chouf TV publie un article diffamatoire accusant Nadir de consommation d’alcool et de drogue pendant sa grossesse, la condamnant pour être mère célibataire et attaquant son travail de défense des droits des mères célibataires au Maroc. Le même article l'accuse également d’être une « mère négligente » parce que son fils ne porte pas le nom de famille de son père biologique.
L'article est ensuite envoyé anonymement à son fils âgé de 13 ans.

### Affaire Fouad Abdelmoumni
En février 2020, l’économiste Fouad Abdelmoumni, ancien président de l’Association marocaine de défense des droits humains, militant de Transparency Maroc, Fouad Abdelmoumni a été filmé, à son insu, dans son intimité.
Les vidéos étaient des scènes filmées lors de relations sexuelles avec sa partenaire avant leur mariage. Les 7 vidéos ont après été envoyées par les services, anonymement, à ses beaux-parents et plusieurs de ses proches.
Abdelmoumni a dénoncé ces pratiques qu'il a nommé : « pratiques généralisées de chantage et d’humiliation pour réduire au silence les opposants ».
Ces vidéos ont été annoncées, avant leur diffusion, par le site de diffamation Chouf TV, réputé très proche des services de renseignement.
Le site a menacé de le « casser, de divulguer son intimité s'il ne se tenait pas à carreau ».

## Mobilisation contre ces médias
En juillet 2020, un collectif de 110 journalistes marocains a appelé, dans un manifeste, les autorités marocaines à prendre des mesures contre les « médias de diffamation ». Le manifeste appelle notamment le ministère de la Communication, le Conseil national de la presse et le groupement des annonceurs du Maroc à prendre des « sanctions disciplinaires » contre ceux qui violent le code de déontologie,,.